# 王健 (1961年)
王健（1961年12月15日—2018年7月3日），天津人，海航集团有限公司联合创始人、海航集团有限公司董事局董事长。2018年7月3日因意外在法国离世。

## 生平
1983年，王健毕业于中国民用航空学院（现中国民航大学）经营管理专业，获经济管理系航空经营管理专业学士学位。
1983-1990年，在中国民用航空总局计划司工作。1990年，参与创建海南省航空公司。2001年1月1日，在王健、陈峰等人领导下，海航集团组建完成，并在一年之内完成并购海口美兰国际机场、长安航空、新华航空和山西航空，并先后出任海航集团有限公司CEO、董事局副董事长、董事长。
2018年7月3日，王健在法国公务考察期间，于博尼约游玩时意外跌落导致重伤，经抢救无效离世，享年57岁。法國警方表示，王健和家人照相時站在牆的邊緣，因失足急速從15米高牆上跌下。2018年7月4日，海航集团王健董事长治丧委员会发布讣告。
而法國《世界報》華裔記者張竹林在为香港蘋果日報撰写的独家報導中称，事發地附近博尼约教堂工作的于贝尔·奧迪贝尔（Hubert Audibert）神父对王健的身故原因表示质疑，他对記者張竹林说“您怎麼能想像到一位57歲的男人這樣跳來跳去？這種完全是瞎編的”。该报道还对其他的事件细节有关报道进行了调查，但没有得出结论。
2019年1月末，法国《解放报》发布长达3页的调查报导，认为王健是自杀身亡。其后，参与调查的法国宪兵与检察院方面发表声明，重申王健为意外身亡。

## 言论
据法广引述中国数字时代刊发、Twitter网友在2018年2月披露的一份海航集团内部文件，王健2018年2月在集团的内部讲话中将海航在海外的经济活动和投资，形容是“党中央的战略”和“党总书记的大政方针”；他又批评有“国内外反动势力想把海航摧毁，就让海航死”。